# 중산시
중산(중산, 중국어: 中山, 병음: Zhōngshān)은 중화인민공화국 광둥성의 주강 삼각주 남쪽에 위치한 지급시이다.

## 역사
도시는 원래 현이었고 "현대 중국의 아버지"로 여겨지는 쑨원을 기념해 1925년 12월 1일, 개칭되었다. 쑨원은 중산 번화가 외곽의 추이헝 촌(현재 난랑 진의 일부)에서 태어났다.
이름이 바뀌기 전에 도시는 샹산 현(香山縣)으로 불렸고 웨하이 도(粵海道)에 속했다.
제2차 중일전쟁 때 중산은 일본 제국군에 점령되었고 731 부대와 관련된 8604 부대가 중산 의학대학을 중심으로 비밀 생체 실험을 자행하였다.

## 지리
북동쪽으로 광저우, 북서쪽으로 포산, 서쪽으로 장먼과 접하며 동쪽으로는 주강 하구와 만난다. 선전이 동쪽 강 건너편에 위치하고 남쪽으로 주하이, 마카오가 위치한다.
연평균 기온은 22.9 °C이고 1월 평균기온은 14.6 °C, 7월 평균기온은 29.0 °C이다. 연평균 강수량은 1928mm이다.
| 중산시의 기후                                                 | 중산시의 기후 | 중산시의 기후 | 중산시의 기후 | 중산시의 기후 | 중산시의 기후 | 중산시의 기후 | 중산시의 기후 | 중산시의 기후 | 중산시의 기후 | 중산시의 기후 | 중산시의 기후 | 중산시의 기후 | 중산시의 기후 |
| 월                                                            | 1월           | 2월           | 3월           | 4월           | 5월           | 6월           | 7월           | 8월           | 9월           | 10월          | 11월          | 12월          | 연간          |
| ------------------------------------------------------------- | ------------- | ------------- | ------------- | ------------- | ------------- | ------------- | ------------- | ------------- | ------------- | ------------- | ------------- | ------------- | ------------- |
| 역대 최고 기온 °C (°F)                                        | 27.0 (80.6)   | 28.6 (83.5)   | 29.6 (85.3)   | 32.1 (89.8)   | 35.1 (95.2)   | 35.6 (96.1)   | 37.5 (99.5)   | 36.4 (97.5)   | 35.9 (96.6)   | 33.0 (91.4)   | 30.3 (86.5)   | 28.3 (82.9)   | 37.5 (99.5)   |
| 일평균 최고 기온 °C (°F)                                      | 18.8 (65.8)   | 20.2 (68.4)   | 22.8 (73.0)   | 26.7 (80.1)   | 30.1 (86.2)   | 31.9 (89.4)   | 33.0 (91.4)   | 32.8 (91.0)   | 31.6 (88.9)   | 29.0 (84.2)   | 25.1 (77.2)   | 20.6 (69.1)   | 26.9 (80.4)   |
| 일일 평균 기온 °C (°F)                                        | 14.6 (58.3)   | 16.2 (61.2)   | 19.0 (66.2)   | 23.1 (73.6)   | 26.4 (79.5)   | 28.3 (82.9)   | 29.0 (84.2)   | 28.7 (83.7)   | 27.7 (81.9)   | 25.0 (77.0)   | 20.9 (69.6)   | 16.3 (61.3)   | 22.9 (73.3)   |
| 일평균 최저 기온 °C (°F)                                      | 11.7 (53.1)   | 13.5 (56.3)   | 16.4 (61.5)   | 20.4 (68.7)   | 23.8 (74.8)   | 25.7 (78.3)   | 26.2 (79.2)   | 25.9 (78.6)   | 24.9 (76.8)   | 22.0 (71.6)   | 17.8 (64.0)   | 13.3 (55.9)   | 20.1 (68.2)   |
| 역대 최저 기온 °C (°F)                                        | 1.3 (34.3)    | 2.8 (37.0)    | 3.4 (38.1)    | 11.0 (51.8)   | 15.1 (59.2)   | 18.4 (65.1)   | 21.4 (70.5)   | 21.5 (70.7)   | 19.0 (66.2)   | 10.6 (51.1)   | 5.3 (41.5)    | 1.9 (35.4)    | 1.3 (34.3)    |
| 평균 강수량 mm (인치)                                         | 45.3 (1.78)   | 46.0 (1.81)   | 76.3 (3.00)   | 167.6 (6.60)  | 266.3 (10.48) | 358.6 (14.12) | 264.4 (10.41) | 310.8 (12.24) | 236.9 (9.33)  | 72.9 (2.87)   | 45.5 (1.79)   | 37.4 (1.47)   | 1,928 (75.9)  |
| 평균 강수일수 (≥ 0.1 mm)                                      | 6.9           | 9.5           | 12.8          | 13.6          | 15.5          | 19.0          | 16.7          | 17.3          | 13.0          | 6.7           | 5.6           | 5.7           | 142.3         |
| 평균 상대 습도 (%)                                            | 74            | 78            | 81            | 81            | 81            | 82            | 80            | 81            | 77            | 72            | 72            | 69            | 77            |
| 평균 월간 일조시간                                            | 117.9         | 88.4          | 76.5          | 100.2         | 145.3         | 171.0         | 215.1         | 188.6         | 172.6         | 182.3         | 155.8         | 142.9         | 1,756.6       |
| 가능 일조율                                                   | 35            | 27            | 20            | 26            | 35            | 42            | 52            | 48            | 47            | 51            | 47            | 43            | 39            |
| 출처: 중국기상국 (평년값: 1991년~2020년, 극값: 1981년~2010년) |               |               |               |               |               |               |               |               |               |               |               |               |               |

## 경제

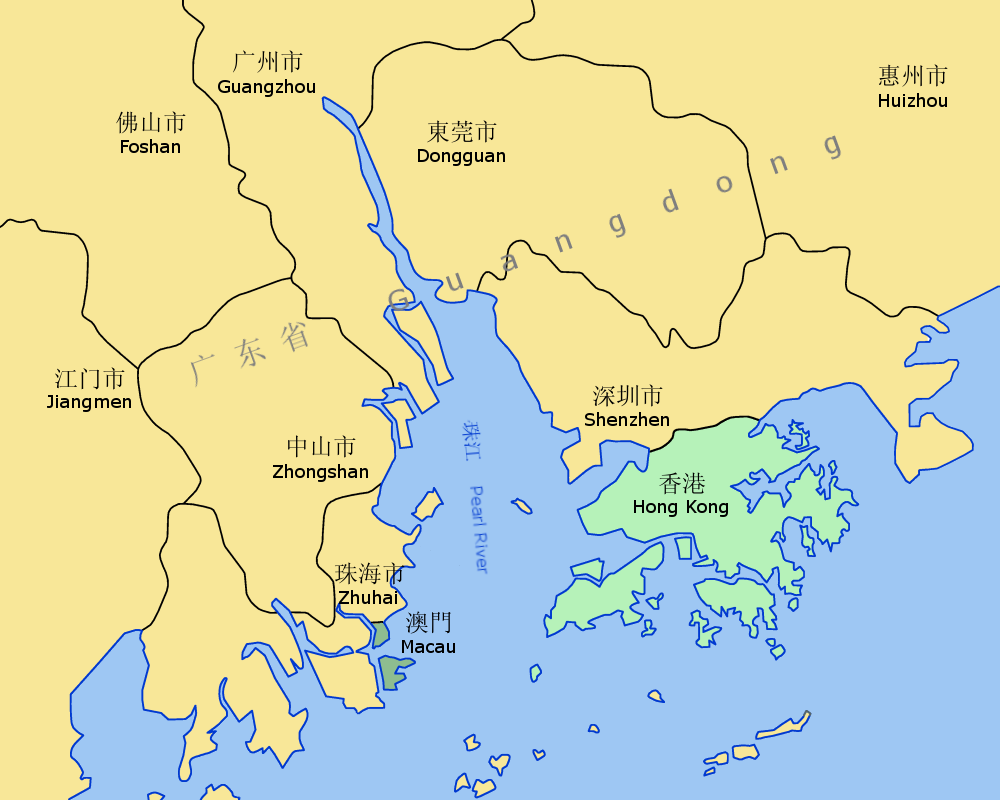
주강 삼각주 지도

### 농업
주요 농산품으로 쌀, 리치, 바나나, 사탕수수가 있다. 이와 더불어 샤오란 진의 원예 농업은 중국 남부 전역에 걸쳐 유명하다.

### 제조업
중산은 둥관, 난하이구, 순더구와 함께 "광둥 성의 작은 네 마리 용"으로 불린다. 중산은 홍콩, 마카오와 인접해있어서 특히 제조업 분야와 관련된 경제 발전에 이점이 있다.
1980년대에 중산에는 국영기업 분야가 상대적으로 발달되어있었고 이것은 시골의 향진 기업 발전에 자극이 되었다. 현재 국영기업 분야는 훨씬 약해졌고 경제는 외국인 투자와 향진 기업이 지배한다. 또한 다양한 특화된 제조업 마을들이 있고 이러한 마을들은 전문적으로 특산품을 생산한다. 마을들 대부분은 성공적이고 각자의 기둥 산업에서 선도적인 제조업자로 명성을 얻고 있다. 사실상 "한 마을에 한 산업"은 중산의 독특한 경제 특성이 되었다.
중산의 제조업 마을에는 다양한 특화된 산업들이 있다.
- 다충 진: 마호가니 가구
- 둥펑 진: 전기가전제품
- 구전 진: 조명장치 부속품
- 황푸 진: 식품
- 사시 진: 평상복
- 샤오란 진: 자물쇠, 하드웨어, 전자음향장치

중산 정부는 국가급의 연구 중심과 특화된 공업 지역으로써 연구와 설계를 지원하고 있다. 예를 들어 중산 국가급 첨단산업 개발구는 국가과학기술국과 광둥 성 정부, 중산 시 정부에 의해 1990년대에 도시 동부에 세워졌다. 2001년 이래로 중국 전자 중산기지는 전자음향산업으로 명성을 얻고 있다. 도시의 동쪽의 난 구에는 400 km2의 이용 가능한 토지가 있어 현재 개발에 집중하고 있다.

## 행정 구역

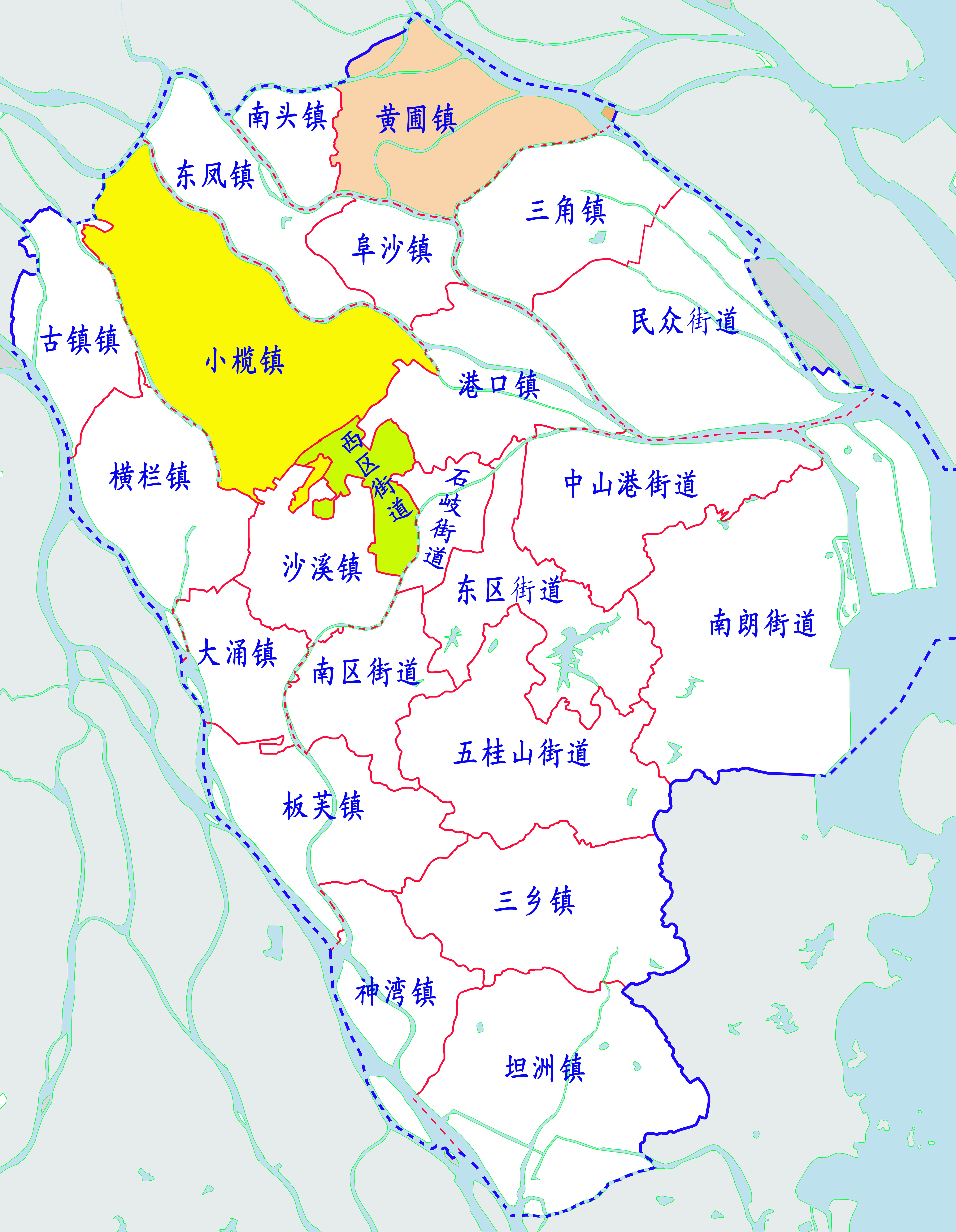
중산 시의 행정구역

8개 가도, 15개 진, 1개 개발구를 관할한다.
- 가도: 둥 구(东区), 난 구(南区), 스치 구(石岐区), 시 구(西区), 우구이산 구(五桂山区)、火炬开发区街道.민중(民众街道)、난랑(南朗街道)
- 진: 반푸 진(板芙镇), 다충 진(大涌镇), 둥펑 진(东凤镇), 둥성 진(东升镇), 푸사 진(阜沙镇), 강커우 진(港口镇), 구전 진(古镇镇), 헝란 진(横栏镇), 황푸 진(黄圃镇),  난터우 진(南头镇), 산자오 진(三角镇), 싼샹 진(三乡镇), 사시 진(沙溪镇), 선완 진(神湾镇), 탄저우 진(坦洲镇), 샤오란 진(小榄镇)
- 개발구: 중산 국가급 첨단산업 개발구(中山火炬高技術產業開發區)